# Eva Johansson
Pour les articles homonymes, voir Johansson.
Eva Johansson, née le 25 février 1958 à Copenhague, est une soprano danoise.

## Enregistrements

### Enregistrements audio
- Gade : Elverskud, Échos de l'ouverture d'Ossian / Kitajenko
- Heise : Drot og Marsk avec Poul Elming, Bent Norup, Aage Haugland, chœur de la radio nationale danoise et Royal Symphony Orchestra, dirigé par Michael Schønwaldt (Chandos)
- Wagner : Das Rheingold / Bernard Haitink
- Wagner : Die Meistersinger von Nürnberg / Deutsche Oper Berlin 1995

### Enregistrements vidéo
- Strauss : Elektra / Christoph von Dohnányi (DVD)
- Wagner : Das Rheingold / Daniel Barenboim, Festival de Bayreuth (DVD)
- Wagner : Die Walküre / Simon Rattle, Berlin Philharmonic (DVD)